# 第30回ダヴィッド・ディ・ドナテッロ賞
第30回ダヴィッド・ディ・ドナテッロ賞（だい30かいダヴィッド・ディ・ドナテッロしょう）の授賞式は、1985年5月24日にローマで行われた。

## 受賞とノミネート一覧
太字が受賞者。

### 作品賞
- カルメン Carmen（監督：フランチェスコ・ロージ）
- 真面目なスキャンダル Uno scandalo perbene（監督：パスクァーレ・フェスタ・カンパニーレ）
- カオス・シチリア物語 Kaos（監督：パオロ＆ヴィットリオ・タヴィアーニ）

### 監督賞
- フランチェスコ・ロージ（『カルメン』）
- プーピ・アヴァーティ（『Impiegati』）
- パオロ＆ヴィットリオ・タヴィアーニ（『カオス・シチリア物語』）

### 新人監督賞
- ルチャーノ・デ・クレシェンツォ（『Così parlò Bellavista』）
- フランチェスカ・コメンチーニ（『Pianoforte』）
- フランチェスコ・ヌーティ（『Casablanca, Casablanca』）

### 脚本賞
- パオロ・タヴィアーニ、ヴィットリオ・タヴィアーニ、トニーノ・グエッラ（『カオス・シチリア物語』）
- プピ・アヴァテーィ、アントニオ・アヴァテーィ（『Noi tre』）
- スーゾ・チェッキ・ダミーコ（『Uno scandalo perbene』）

### 主演女優賞
- リーナ・サストリ（『女テロリストの秘密』）
- ジュリアーナ・デ・シーオ（『Casablanca, Casablanca』）
- レア・マッサリ（『女テロリストの秘密』）
- ジュリア・ミゲネス（『カルメン』）

### 主演男優賞
- フランチェスコ・ヌーティ（『Casablanca, Casablanca』）
- ミケーレ・プラチド（『実録マフィア戦争／暗黒の首領』）
- ベン・ギャザラ（『Uno scandalo perbene』）

### 助演女優賞
- マリーナ・コンファローネ（『Così parlò Bellavista』）
- ヴァレリア・ドビチ（『Uno scandalo perbene』）
- イーダ・ディ・ベネデット（『実録マフィア戦争／暗黒の首領』）

### 助演男優賞
- リッキー・トニャッツィ（『Qualcosa di biondo』）
- ルッジェーロ・ライモンディ（『カルメン』）
- パオロ・ボナチェッリ（『Non ci resta che piangere』）

### 撮影監督賞
- パスクァリーノ・デ・サンティス（『カルメン』）
- ジュゼッペ・ランチ（『カオス・シチリア物語』）
- アルフィーオ・コンティーニ（『Uno scandalo perbene』）

### 作曲賞
- カルロ・サヴィーナ（『実録マフィア戦争／暗黒の首領』）
- ニコラ・ピオヴァーニ（『カオス・シチリア物語』）
- リズ・オルトラーニ（『Noi tre』）

### 美術賞
- エンリコ・ヨブ（『カルメン』）
- フランチェスコ・ブロンズィ（『カオス・シチリア物語』）
- エンリコ・フィオレンティーニ（『Uno scandalo perbene』）

### 衣装デザイン賞
- エンリコ・ヨブ（『カルメン』）
- リーナ・ネルリ・タヴィアーニ（『カオス・シチリア物語』）
- マリオ・カルリーニ（『Uno scandalo perbene』）

### 編集賞
- ルッジェーロ・マストロヤンニ（『カルメン』）
- ロベルト・ペルピッニャーニ（『カオス・シチリア物語』）
- ニーノ・バラーリ（『女テロリストの秘密』）

### 外国人監督賞
- ミロス・フォアマン（『アマデウス』）
- セルジオ・レオーネ（『ワンス・アポン・ア・タイム・イン・アメリカ』）
- ローランド・ジョフィ（『キリング・フィールド』）

### 外国脚本賞
- ウディ・アレン（『ブロードウェイのダニー・ローズ』）

### 外国人プロデューサー賞
- デヴィッド・パットナム（『キリング・フィールド』）

### 外国人女優賞
- メリル・ストリープ（『恋におちて』）
- ミア・ファロー（『ブロードウェイのダニー・ローズ』）
- ナスターシャ・キンスキー（『パリ、テキサス』）

### 外国人男優賞
- トム・ハルス（『アマデウス』）

### 外国映画賞
- アマデウス（監督：ミロス・フォアマン）

### アリタリア航空賞
- フランチェスコ・ロージ（『カルメン』）

### ダヴィッド・ルキノ・ヴィスコンティ賞
- ルーベン・マムーリアン
- サボー・イシュトヴァーン

### ダヴィッド・ルネ・クレール賞
- ヴィム・ヴェンダース

### ダヴィッド特別賞
- イタロ・ジェミニ（死後受賞）
- アレッサンドロ・ペルティーニ